# Aleksei Rogov
Aleksei Valeryevich Rogov (tiếng Nga: Алексей Валерьевич Рогов; sinh ngày 8 tháng 5 năm 1991) là một tiền vệ bóng đá người Nga hiện tại thi đấu cho FC Dolgoprudny.

## Sự nghiệp câu lạc bộ
Anh có màn ra mắt tại Russian Second Division cho FC Dolgoprudny vào ngày 23 tháng 7 năm 2012 trong trận đấu với FC Khimik Dzerzhinsk.